# Barbara Jordan (Tennisspielerin)
Barbara Jordan (* 2. April 1957 in Milwaukee, Wisconsin) ist eine ehemalige US-amerikanische Tennisspielerin. Ihre jüngere Schwester Kathy Jordan war die erfolgreichere der beiden Tennisprofis der Familie.

## Karriere
1979 wurde Barbara Profi und noch im selben Jahr gewann sie den Einzeltitel bei den Australian Open. 1983 gewann sie mit Eliot Teltscher auch noch den Mixed-Wettbewerb der French Open.
Ihr letztes Match auf der Damentour spielte sie im April 1987.

## Turniersiege

### Einzel
| Nr. | Datum | Turnier         | Kategorie  | Belag | Finalgegnerin | Ergebnis |
| --- | ----- | --------------- | ---------- | ----- | ------------- | -------- |
| 1.  | 1979  | Australian Open | Grand Slam | Rasen | Sharon Walsh  | 6:3, 6:3 |

### Mixed
| Nr. | Datum | Turnier     | Kategorie  | Belag | Partnerin       | Finalgegnerinnen            | Ergebnis |
| --- | ----- | ----------- | ---------- | ----- | --------------- | --------------------------- | -------- |
| 1.  | 1983  | French Open | Grand Slam | Sand  | Eliot Teltscher | Leslie Allen Charles Strode | 6:2, 6:3 |

## Ehrungen
Jordan wurde in die ITA Women’s Collegiate Tennis Hall of Fame, die USTA Hall of Fame, die Stanford Hall of Fame aufgenommen.